# Temporada da Stock Car Brasil de 1999
O Campeonato Stock Car de 1999 foi a 21ª edição promovida pela Confederação Brasileira de Automobilismo (CBA) da principal categoria do automobilismo brasileiro.
O vencedor foi o piloto Chico Serra.
Contexto histórico
Foi criada em 1977 para ser uma alternativa à extinta Divisão 1 (D1), que corria com as marcas Chevrolet (Opala) e Ford (Maverick). Isso ocorreu pelo desinteresse do público e dos patrocinadores por se tornar uma categoria monomarca, dada a superioridade dos modelos Chevrolet. Para que isso não ocorresse, a General Motors criou uma nova categoria, que unia desempenho e sofisticação. O nome foi um golpe de mestre, pois além de emular o nome da famosa categoria americana, a NASCAR, desviava a atenção da marca única.
A primeira prova ocorreu em 22 de abril de 1979, no Autódromo de Tarumã, no Rio Grande do Sul. A criação da categoria foi a melhor resposta a um antigo anseio de uma comunidade apaixonada por carros de corrida, ou seja, uma categoria de Turismo que unisse desempenho e sofisticação.
Regulamento
O regulamento foi criado para limitar os custos, procurando equilíbrio, sem comprometer as performances dignas das competições internacionais.

## Equipes e pilotos
| Equipe                       | Construtor | Carro                      | Pneu | N.° | Nome do piloto          | Rodada       |
| ---------------------------- | ---------- | -------------------------- | ---- | --- | ----------------------- | ------------ |
| WB Motorsports               | Chevrolet  | Omega GM V6 4,1L Carburado | C    | 29  | Chico Serra             | Todas        |
| WB Motorsports               | Chevrolet  | Omega GM V6 4,1L Carburado | C    | 80  | Carlos Augusto Falletti | Todas        |
| JF Racing                    | Chevrolet  | Omega GM V6 4,1L Carburado | P    | 17  | Ingo Hoffmann           | Todas        |
| JF Racing                    | Chevrolet  | Omega GM V6 4,1L Carburado | P    | 7   | Alexandre Cunha         | 3 e 5        |
| Spinelli Racing              | Chevrolet  | Omega GM V6 4,1L Carburado | M    | 22  | Paulo Gomes             | Todas        |
| Action Power Racing          | Chevrolet  | Omega GM V6 4,1L Carburado | M    | 75  | Nonô Figueiredo         | Todas        |
| Action Power Racing          | Chevrolet  | Omega GM V6 4,1L Carburado | M    | 61  | Paulo de Tarso          | Todas        |
| Giaffone Motorsport          | Chevrolet  | Omega GM V6 4,1L Carburado | C    | 6   | Alceu Feldmann          | Todas        |
| Giaffone Motorsport          | Chevrolet  | Omega GM V6 4,1L Carburado | C    | 85  | Affonso Giaffone        | Todas        |
| Giaffone Motorsport          | Chevrolet  | Omega GM V6 4,1L Carburado | C    | 67  | André Giaffone          | 4            |
| Boettger Competições         | Chevrolet  | Omega GM V6 4,1L Carburado | P    | 19  | Flávio Trindade         | Todas        |
| Boettger Competições         | Chevrolet  | Omega GM V6 4,1L Carburado | P    | 55  | José Bel Camilo         | 3-10         |
| RC Competições               | Chevrolet  | Omega GM V6 4,1L Carburado | B    | 89  | Roberto Fonseca         | 4            |
| Team Medley                  | Chevrolet  | Omega GM V6 4,1L Carburado | M    | 9   | Xandy Negrão            | Todas        |
| Team Medley                  | Chevrolet  | Omega GM V6 4,1L Carburado | M    | 49  | Guto Negrão             | 1-6 e 8-10   |
| A. Jardim Competições        | Chevrolet  | Omega GM V6 4,1L Carburado | P    | 39  | Adalberto Jardim        | Todas        |
| NASCAR Motorsport            | Chevrolet  | Omega GM V6 4,1L Carburado | C    | 72  | Marcelo Tedesco         | Todas        |
| NASCAR Motorsport            | Chevrolet  | Omega GM V6 4,1L Carburado | C    | 76  | Rogério Santos          | 8            |
| Carlos Alves Competições     | Chevrolet  | Omega GM V6 4,1L Carburado | P    | 3   | Carlos Alves            | Todas        |
| Team Bardahl Academy         | Chevrolet  | Omega GM V6 4,1L Carburado | C    | 78  | Ricardo Etchenique      | Todas        |
| Team Bardahl Academy         | Chevrolet  | Omega GM V6 4,1L Carburado | C    | 95  | Roger Sandoval          | 6            |
| CarXpert Prüstel GP          | Chevrolet  | Omega GM V6 4,1L Carburado | C    | 37  | Beto Giorgi             | Todas        |
| BOE Owlride Autosport        | Chevrolet  | Omega GM V6 4,1L Carburado | P    | 5   | Mário Covas Neto        | Todas        |
| BOE Owlride Autosport        | Chevrolet  | Omega GM V6 4,1L Carburado | P    | 34  | Helio Saraiva Jr.       | 10           |
| Sterilgarda Max Racing Team  | Chevrolet  | Omega GM V6 4,1L Carburado | B    | 53  | Ananias Justino         | 3-10         |
| Sterilgarda Max Racing Team  | Chevrolet  | Omega GM V6 4,1L Carburado | B    | 40  | Adriano Rabelo          | 8-10         |
| Petronas Sprinta Racing      | Chevrolet  | Omega GM V6 4,1L Carburado | P    | 99  | Antonio Jorge Neto      | Todas        |
| Leopard Impala Racing Team   | Chevrolet  | Omega GM V6 4,1L Carburado | C    | 42  | Laércio Justino         | Todas        |
| Solunion GasGas Aspar Team   | Chevrolet  | Omega GM V6 4,1L Carburado | P    | 71  | Rodney Felicio          | Todas        |
| Pons Racing 40               | Chevrolet  | Omega GM V6 4,1L Carburado | C    | 84  | Fernando Amorim         | 3-10         |
| Ongetta SIC58 Squadracorse   | Chevrolet  | Omega GM V6 4,1L Carburado | C    | 27  | Fábio Lemans            | 7            |
| Ongetta SIC58 Squadracorse   | Chevrolet  | Omega GM V6 4,1L Carburado | C    | 51  | Rafael Seibel           | 9-10         |
| Ongetta SIC58 Squadracorse   | Chevrolet  | Omega GM V6 4,1L Carburado | C    | 90  | Cello Nunes             | 10           |
| One Energy Racing            | Chevrolet  | Omega GM V6 4,1L Carburado | C    | 2   | Aloysio de Andrade      | 1-3, 5-6 e 8 |
| One Energy Racing            | Chevrolet  | Omega GM V6 4,1L Carburado | C    | 58  | Cláudio Simão           | 10           |
| Pertamina Mandalika SAG Team | Chevrolet  | Omega GM V6 4,1L Carburado | M    | 52  | Paulo Yamamoto          | 10           |
| Pertamina Mandalika SAG Team | Chevrolet  | Omega GM V6 4,1L Carburado | M    | 87  | Pierre Ventura          | 3 e 5        |
| Italtrans Racing Team        | Chevrolet  | Omega GM V6 4,1L Carburado | C    | 74  | Ricardo Brites          | 7 e 8        |
| Flexbox HP40 Motorsport      | Chevrolet  | Omega GM V6 4,1L Carburado | C    | 20  | Tom Stefani             | 6-8 e 10     |
| Unimed Racing                | Chevrolet  | Omega GM V6 4,1L Carburado | P    | 30  | André Bragantini Jr     | 3            |
| Unimed Racing                | Chevrolet  | Omega GM V6 4,1L Carburado | P    | 96  | Sandro Tannuri          | 8            |
| Team Bradesco                | Chevrolet  | Omega GM V6 4,1L Carburado | P    | 48  | Victor Amorim           | 7            |
| Unicred Corporation          | Chevrolet  | Omega GM V6 4,1L Carburado | G    | 68  | Beto Cavaleiro          | 5            |

## Calendário e resultados

### Etapas
| #  | Circuito                     | Data           | Pole Position    | Volta mais rápida | Piloto Vencedor  | Equipe Vencedora      |
| -- | ---------------------------- | -------------- | ---------------- | ----------------- | ---------------- | --------------------- |
| 1  | GP de Curitiba (oval)        | 28 de março    | Chico Serra      | Chico Serra       | Chico Serra      | WB Motorsports        |
| 1  | GP de Curitiba (oval)        | 28 de março    | Chico Serra      | Paulo Gomes       | Chico Serra      | WB Motorsports        |
| 2  | GP de Campo Grande (misto)   | 18 de abril    | Carlos Alves     | Xandy Negrão      | Xandy Negrão     | Team Medley           |
| 2  | GP de Campo Grande (misto)   | 18 de abril    | Chico Serra      | Ingo Hoffmann     | Ingo Hoffmann    | JF Racing             |
| 3  | GP de São Paulo (misto)      | 23 de maio     | Carlos Alves     | Carlos Alves      | Paulo Gomes      | Spinelli Racing       |
| 3  | GP de São Paulo (misto)      | 23 de maio     | Paulo Gomes      | Adalberto Jardim  | Adalberto Jardim | A. Jardim Competições |
| 4  | GP de Brasília (oval)        | 20 de junho    | Ingo Hoffmann    | Ingo Hoffmann     | Ingo Hoffmann    | JF Racing             |
| 4  | GP de Brasília (oval)        | 20 de junho    | Chico Serra      | Chico Serra       | Chico Serra      | WB Motorsports        |
| 5  | GP de Londrina (misto)       | 18 de julho    | Ingo Hoffmann    | Xandy Negrão      | Xandy Negrão     | Team Medley           |
| 5  | GP de Londrina (misto)       | 18 de julho    | Paulo Gomes      | Chico Serra       | Xandy Negrão     | Team Medley           |
| 6  | GP do Rio de Janeiro (oval)  | 8 de agosto    | Chico Serra      | Chico Serra       | Chico Serra      | WB Motorsports        |
| 6  | GP do Rio de Janeiro (oval)  | 8 de agosto    | Carlos Alves     | Marcelo Tedesco   | Chico Serra      | WB Motorsports        |
| 7  | GP de Goiânia (oval)         | 12 de setembro | Chico Serra      | Xandy Negrão      | Paulo Gomes      | Spinelli Racing       |
| 7  | GP de Goiânia (oval)         | 12 de setembro | Ingo Hoffmann    | Adalberto Jardim  | Adalberto Jardim | A. Jardim Competições |
| 8  | GP de Viamão (misto)         | 10 de outubro  | Paulo Gomes      | Paulo Gomes       | Xandy Negrão     | Team Medley           |
| 8  | GP de Viamão (misto)         | 10 de outubro  | Ingo Hoffmann    | Chico Serra       | Adalberto Jardim | A. Jardim Competições |
| 9  | GP do Rio de Janeiro (misto) | 7 de novembro  | Carlos Alves     | Chico Serra       | Chico Serra      | WB Motorsports        |
| 9  | GP do Rio de Janeiro (misto) | 7 de novembro  | Carlos Alves     | Xandy Negrão      | Paulo Gomes      | Spinelli Racing       |
| 10 | GP de São Paulo (misto)      | 5 de dezembro  | Adalberto Jardim | Ingo Hoffmann     | Ingo Hoffmann    | JF Racing             |
| 10 | GP de São Paulo (misto)      | 5 de dezembro  | Chico Serra      | Ingo Hoffmann     | Chico Serra      | WB Motorsports        |

## Classificação

### Campeonato de pilotos
| Pos | Piloto                  | CTB | CTB | CGR | CGR | SPO | SPO | BSB | BSB | LON | LON | RJO | RJO | GOI | GOI | VIA | VIA | RJO | RJO | SPO | SPO | Pts |
| --- | ----------------------- | --- | --- | --- | --- | --- | --- | --- | --- | --- | --- | --- | --- | --- | --- | --- | --- | --- | --- | --- | --- | --- |
| 1   | Chico Serra             | 1   | 1   | 6   | 4   | 4   | 8   | 2   | 1   | 8   | 5   | 1   | 1   | 2   | 11  | 11  | 8   | 1   | 5   | 6   | 1   | 141 |
| 2   | Xandy Negrão            | 5   | 5   | 1   | 3   | 2   | 5   | 5   | 4   | 1   | 1   | 13  | 11  | 7   | 5   | 1   | 16  | 5   | Ret | 2   | 4   | 136 |
| 3   | Ingo Hoffmann           | Ret | Ret | 9   | 1   | 7   | 2   | 1   | 5   | 9   | DSQ | 4   | 5   | 21  | 10  | 2   | 3   | 4   | 3   | 1   | 26† | 119 |
| 4   | Paulo Gomes             | 4   | 2   | 10  | 8   | 1   | 3   | 8   | 7   | 14  | 8   | 6   | 3   | 1   | Ret | Ret | 5   | 11  | 1   | 3   | 25† | 101 |
| 5   | Carlos Alves            | 2   | 7   | 2   | 2   | 10  | 7   | 6   | 3   | 10  | 17  | 3   | 8   | 11  | 9   | 6   | 20  | 2   | 6   | 16  | 9   | 99  |
| 6   | Adalberto Jardim        | DSQ | 6   | 11  | 10  | Ret | 1   | 4   | 6   | 4   | 3   | Ret | 10  | Ret | 1   | 24  | 1   | 7   | 8   | Ret | 8   | 90  |
| 7   | Ricardo Etchenique      | 3   | 4   | 14  | 12  | 5   | 4   | 9   | 13  | 5   | 7   | 9   | 7   | 3   | 4   | 26  | 9   | 8   | 2   | 9   | 10  | 84  |
| 8   | Antonio Jorge Neto      | 11  | 8   | 5   | 5   | 3   | 6   | 3   | 19  | 13  | 14  | 5   | 9   | 9   | Ret | 5   | 4   | 17  | 17  | 7   | 2   | 77  |
| 9   | Beto Giorgi             | Ret | 10  | 8   | 7   | 8   | 20  | 10  | Ret | 3   | 6   | 11  | 14  | 8   | 6   | 3   | Ret | Ret | 12  | 11  | 5   | 71  |
| 10  | Laércio Justino         | 6   | 3   | 16  | 20† | 22  | 10  | 15  | 12  | 2   | 4   | 8   | 4   | 6   | 2   | 8   | 6   | 10  | Ret | NC  | 12  | 66  |
| 11  | Carlos Augusto Falletti | Ret | 12  | 3   | Ret | 6   | 9   | 7   | 2   | 11  | 11  | 2   | 6   | 23  | 12  | Ret | 11  | 6   | 4   | 5   | 3   | 43  |
| 12  | Alceu Feldmann          | 17  | 13  | 7   | 9   | 18  | Ret | 13  | 10  | 12  | 10  | 7   | 2   | 16  | 15  | 4   | Ret | 13  | 11  | 4   | 6   | 39  |
| 13  | Marcelo Tedesco         | 15  | 11  | 15  | 11  | 12  | 18  | 12  | 11  | 6   | 2   | 20  | 13  | 4   | 3   | 12  | 19  | 12  | 9   | 8   | 7   | 33  |
| 14  | Mário Covas Neto        | 7   | 9   | 4   | 6   | 9   | DNS | 14  | 9   | 18  | 12  | 10  | 12  | 5   | 22  | 7   | 2   | 15  | 15  | 10  | 24† | 24  |
| 15  | Ananias Justino         |     |     |     |     | 11  | 11  | 11  | 8   | 7   | 9   | DNS | DNS | 10  | 14  | 15  | Ret | 3   | 7   | Ret | 11  | 17  |
| 16  | Nonô Figueiredo         | 14† | 15  | 17  | 15  | 23  | 12  | 17  | 17  | 15  | 13  | Ret | 15  | 13  | 8   | 10  | 7   | 9   | 10  | 14  | 13  | 16  |
| 17  | Flávio Trindade         | 10  | 17  | 18  | 16  | 17  | 17  | 19  | 15  | 16  | 23† | 18  | 18  | 17  | 13  | Ret | 15  | 16  | 14  | 13  | 16  | 14  |
| 18  | Rodney Felicio          | 9   | 16  | 13  | 14  | 14  | 15  | 18  | 14  | 25† | 21  | 19  | 16  | 12  | 7   | 9   | 13  | 18  | 16  | 24  | 14  | 13  |
| 19  | Aloysio de Andrade      | 8   | 14  | 19  | 17  | 15  | Ret |     |     | 19  | Ret | Ret | DNS |     |     | 22  | 18  |     |     |     |     | 11  |
| 20  | Guto Negrão             | 12  | 19  | 20  | 18  | 16  | Ret | 20  | 20  | 20  | 16  | 16  | 20  |     |     | 17  | Ret | 20  | 20  | 18  | Ret | 10  |
| 21  | Paulo de Tarso          | 16  | 20  | 21  | 19  | 24  | 19  | Ret | Ret | Ret | 19  | 17  | 23  | 18  | Ret | 19  | Ret | Ret | 21  | 19  | 21  | 10  |
| 22  | Rogério Santos          |     |     |     |     |     |     |     |     |     |     |     |     |     |     | 16  | 10  |     |     |     |     | 8   |
| 23  | Affonso Giaffone        | 13  | 18  | 12  | 13  | Ret | 13  | Ret | 21  | 17  | 15  | 12  | 19  | 14  | 16  | 25† | 12  | 14  | 13  | 12  | Ret | 8   |
| 24  | André Bragantini Jr     |     |     |     |     | 13  | 14  |     |     |     |     |     |     |     |     |     |     |     |     |     |     | 6   |
| 25  | Paulo Yamamoto          |     |     |     |     |     |     |     |     |     |     |     |     |     |     |     |     |     |     | 15  | 17  | 5   |
| 26  | Sandro Tannuri          |     |     |     |     |     |     |     |     |     |     |     |     |     |     | 13  | 17  |     |     |     |     | 5   |
| 27  | Tom Stefani             |     |     |     |     |     |     |     |     |     |     | 14  | 22  | 15  | 17  | 18  | 14  |     |     | 23† | 15  | 4   |
| 28  | José Bel Camilo         |     |     |     |     | Ret | Ret | 21  | 18  | 21  | Ret | 15  | 21  | DNS | 18  | 14  | 22  | 19  | 18  | Ret | 19  | 3   |
| 29  | Helio Saraiva Jr.       |     |     |     |     |     |     |     |     |     |     |     |     |     |     |     |     |     |     | 17  | Ret | 0   |
| 30  | Alexandre Cunha         |     |     |     |     | 19  | 16  |     |     | 23  | 20  |     |     |     |     |     |     |     |     |     |     | 0   |
| 31  | André Giaffone          |     |     |     |     |     |     | 16  | Ret |     |     |     |     |     |     |     |     |     |     |     |     | 0   |
| 32  | Roberto Fonseca         |     |     |     |     |     |     | Ret | 16  |     |     |     |     |     |     |     |     |     |     |     |     | 0   |
| 33  | Roger Sandoval          |     |     |     |     |     |     |     |     |     |     | Ret | 17  |     |     |     |     |     |     |     |     | 0   |
| 34  | Adriano Rabelo          |     |     |     |     |     |     |     |     |     |     |     |     |     |     | 21  | 21  | 21  | 19  | 20  | 18  | 0   |
| 35  | Fernando Amorim         |     |     |     |     | 20  | Ret | DNQ | DNQ | Ret | 18  | Ret | 24  | 19  | 20  | 20  | 23  | Ret | DNS | Ret | 22  | 0   |
| 36  | Cláudio Simão           |     |     |     |     |     |     |     |     |     |     |     |     |     |     |     |     |     |     | 21  | Ret | 0   |
| 37  | Fábio Lemans            |     |     |     |     |     |     |     |     |     |     |     |     | 20  | 19  |     |     |     |     |     |     | 0   |
| 38  | Rafael Seibel           |     |     |     |     |     |     |     |     |     |     |     |     |     |     |     |     | Ret | 22  | 22  | 23  | 0   |
| 39  | Cello Nunes             |     |     |     |     |     |     |     |     |     |     |     |     |     |     |     |     |     |     | Ret | 20  | 0   |
| 40  | Pierre Ventura          |     |     |     |     | 21  | 21  |     |     | 24  | 22  |     |     |     |     |     |     |     |     |     |     | 0   |
| 41  | Ricardo Brites          |     |     |     |     |     |     |     |     |     |     |     |     | 22  | 21  | 23  | 24  |     |     |     |     | 0   |
| 42  | Beto Cavaleiro          |     |     |     |     |     |     |     |     | 22  | Ret |     |     |     |     |     |     |     |     |     |     | 0   |
| 43  | Victor Amorim           |     |     |     |     |     |     |     |     |     |     |     |     | 24† | DNS |     |     |     |     |     |     | 0   |
| Pos | Piloto                  | CTB | CTB | CGR | CGR | SPO | SPO | BSB | BSB | LON | LON | RJO | RJO | GOI | GOI | VIA | VIA | RJO | RJO | SPO | SPO | Pts |

| Cor      | Resultado            |
| -------- | -------------------- |
| Ouro     | Vencedor             |
| Prata    | 2º lugar             |
| Bronze   | 3º lugar             |
| Verde    | Terminou, nos pontos |
| Azul     | Terminou, sem pontos |
| Púrpura  | Retirou-se (Ret)     |
| Vermelho | Não qualificado (NQ) |
| Preto    | Desqualificado (DSQ) |
| Branco   | Não largou (NL)      |
| Sem cor  | Não participou (NP)  |
| Sem cor  | Lesionado (Les)      |
| Sem cor  | Excluído (EX)        |